# كأس الاتحاد الإنجليزي 1966–67
كأس الاتحاد الإنجليزي 1966–67 (بالإنجليزية: 1966–67 FA Cup)‏ هو الموسم 86 من  كأس الاتحاد الإنجليزي. الذي يشرف على تنظيمه الاتحاد الإنجليزي لكرة القدم، وفاز فيه توتنهام هوتسبير.